# François Granet
Pour les articles homonymes, voir Granet.
François Granet, né en 1692 à Brignoles et mort le 2 avril 1741 à Paris, est un homme de lettres français.

## Biographie
Après avoir terminé ses études, Granet est entré dans les ordres et a reçu le diaconat. Venu assez jeune à Paris, il a travaillé aux Nouvelles littéraires, puis à la Bibliothèque française et au Nouvelliste du Parnasse.
Par la suite, Desfontaines l’a employé à la rédaction des Observations sur les écrits modernes, de 1736 à 1743.
Il a collaboré aux Entretiens sur les voyages de Cyrus. Nancy, 1728, in-12, par Guyot Desfontaines, et publié avec Pierre Nicolas Desmolets un Recueil de pièces d’histoire et de littérature. Paris, 1731, 4 vol. in-12, et les premiers volumes de la Continuation des Mémoires de Littérature d’Albert-Henri de Sallengre. On a également attribué à Granet la traduction de l’anglais de l’Essai sur les guerres civiles de France par Voltaire, 1731, in-8º et l’on dit qu’il préparait une édition complète des ouvrages de Jean-Baptiste Thiers.

## Publications
- Le Spectateur inconnu. Paris, 1724, in-12.
- Vérités littéraires sur la tragédie d’Hérode et Marianne de M. de Voltaire. Paris, 1725, in-8º.
- Réflexions sur les Ouvrages de Littérature. Paris, 1736-1740, 12 vol. in-12Le premier volume seul n’est pas de Granet. l’abbé Goujet l’attribue à La Blontière et Bointel.
- La Chronologie des anciens Royaumes corrigée, etc., traduite de l’anglais de Newton. Paris, 1728, in-4º.Un Anglais nommé Markan, l’aida dans ce travail.
- Recueil de Dissertations sur plusieurs tragédies de Corneille et de Racine, avec des réflexions pour et contre la critique des ouvrages d’esprit. et des jugements sur ces dissertations. Paris, 1740, 2 vol. in-12On lui reprocha d’avoir omis la Critique de Britannicus par Boursault. Granet répara cet oubli en l’insérant dans le tome XI de ses Réflexions sur les ouvrages de littérature.

### Éditions scientifiques avec préfaces
- Mœurs des Romains par Lefèvre de Morsan.
- Œuvres diverses de Pierre Corneille.
- Discours sur la Comédie, par le père Lebrun.
- Traité des Pratiques superstitieuses, par le même, ouvrage auquel il ajouta un 4e volume, composé de pièces curieuses.
- Œuvres complètes de Jean de Launoy, avec la vie de l’auteur et une histoire de ses travaux (Launoiana).

### Traductions
- Histoire des flagellants, par Jacques Boileau.